# Méhers
Méhers település Franciaországban, Loir-et-Cher megyében. Lakosainak száma 308 fő (2022. január 1.). Méhers Châtillon-sur-Cher, Chémery, Couddes és Saint-Romain-sur-Cher községekkel határos.

## Népesség
A település népességének változása:
| Lakosok száma | 364  | 303  | 263  | 300  | 353  | 363  | 338  | 322  | 317  | 308  |
|               | 1968 | 1982 | 1990 | 2006 | 2013 | 2015 | 2017 | 2019 | 2020 | 2022 |